# ピース*2
『ピース*2』は、鳴海けいによる日本の漫画作品。『月刊少年ガンガン』（スクウェア・エニックス）にて2011年9月号から2014年7月号まで連載された。

## 登場人物
間宮（まみや）
官能小説を書くのが趣味の女子高校生。瀬川を小説のネタにしようと呼び出した。人妻好きで勉強と機械操作が苦手。生徒会長の兄がいる。
瀬川（せがわ）
下ネタを嫌う男子高校生。間宮をおとなしい女性だと思っていた。超優等生。家はお寺で弟（?）がいる。
中尾
SM好きの男子高校生。転校生で、入学前の学校見学で美術室にある石膏像を見つけ、深夜に緊縛ごっこをした。歳の離れた姉（ドS）がいる。

## 書誌情報
1. 2012年9月22日 ISBN 978-4-7575-3727-9
2. 2013年7月22日 ISBN 978-4-7575-4002-6
3. 2014年7月22日 ISBN 978-4-7575-4350-8